# Antonín Fiala (meteorolog)

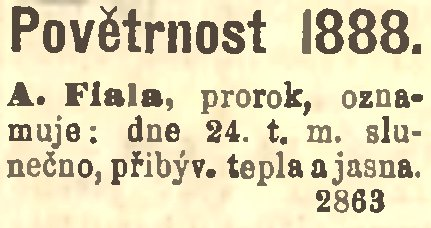
Předpověď počasí na 24. srpna 1888

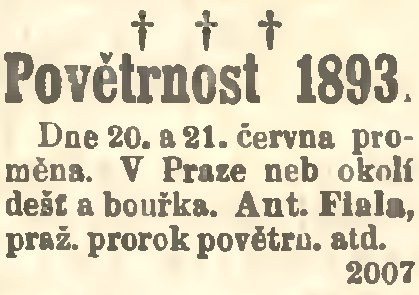
Předpověď na 20. a 21. června 1893

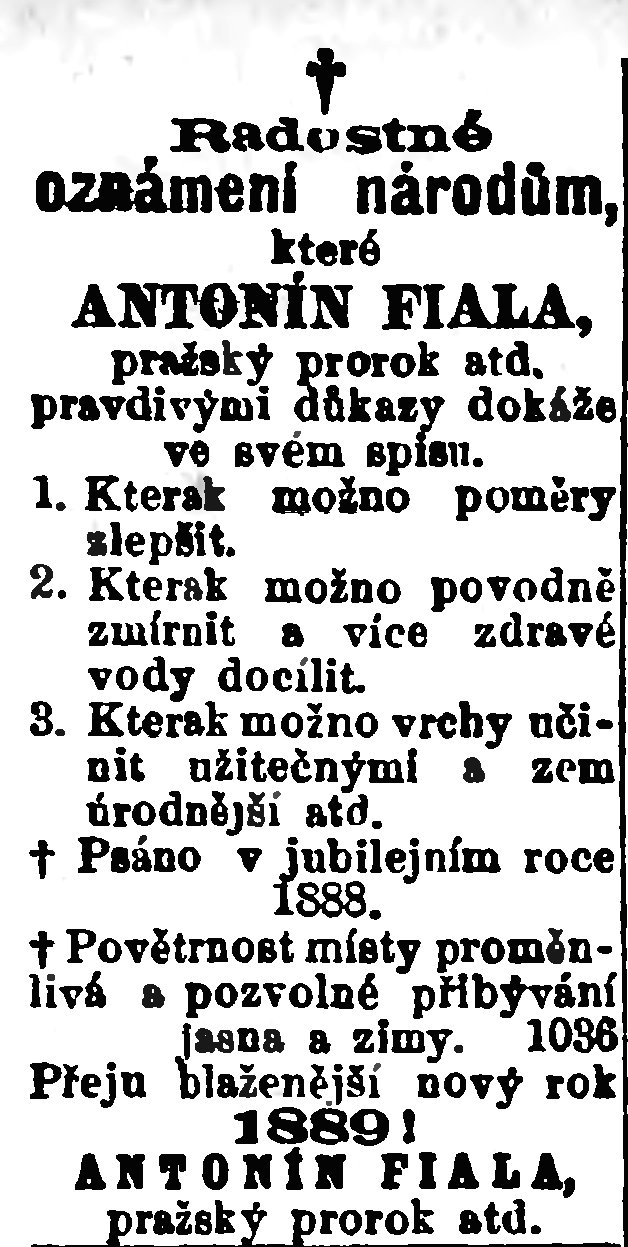
Inzerát z 1. ledna 1889, ohlašující zřejmě nikdy nevydanou knihu

Antonín Fiala (31. října 1836 Praha — 17. srpna 1912 Praha) byl český amatérský meteorolog a známý pražský excentrik na přelomu 19. a 20. století. Mládí strávil ve Slaném. Poté, co přišel o majetek, se přestěhoval do Prahy, kde žil jako žebrák, říkal si „první pražský privilegovaný prorok povětrnosti“ a živil se prodejem lístků s počasím na příští den. Prodával je hostům v restauracích a občas i redakcím novin. Jeho předpovědi byly většinou velmi obecné, často nesprávné; noviny je zpravidla uveřejňovaly formou inzerátu nebo napůl vážných zpráv. Díky svému svéráznému vystupování byl oblíbený ve společnosti a zmiňovaný v tisku a časopisech jak během života, tak i dlouho po smrti.

## Život
Narodil se 31. října 1836 v Praze, brzy se ale s rodiči přestěhoval do Slaného. Patřily mu tam zahrady a cihelna, o vše ale přišel. Přestěhoval se pak do Prahy, kde přežíval jako žebrák – amatérský meteorolog. Tituloval se „první pražský prorok povětrnosti“. Své předpovědi tvořil brzy ráno na Olšanských hřbitovech (kde také v létě přespával u zdi) nebo pod střechou kůlny hostince „U Kuchynků“ v ulici Karoliny Světlé. Během dopoledne je zapsal na lístky a ty pak večer prodával v pražských restauracích. Pro svůj svérázný styl a humor byl všude vítaným hostem a lidé jeho předpovědi ochotně kupovali, aby mu pomohli.
Žil velmi skromně, měl jen jednu sadu onošeného oblečení. Byl stále bez peněz, protože cokoli si kdy vydělal (a někdy to byly i větší částky), vše prosázel v loterii.
Roku 1911 se zhoršil jeho zdravotní stav a v následujících měsících musel být opakovaně hospitalizován. Zemřel 17. srpna 1912 v městském chorobinci na Karlově na marasmus (sešlost věkem) a zápal plic.

## Ohlas v tisku
Fiala byl oblíbenou pražskou postavou. Jeho předpovědi, ale i další výroky a činy byly často popisovány v tisku – za života i dlouho po jeho smrti. Například:
Jeho zřejmě první předpověď vyšla v Národních listech z 26. ledna 1885. Přišel tehdy do redakce, představil se jako „prorok povětrnosti“ – muž „praktický, bez vyššího vzdělání, ale bohatých zkušeností“ – a ohlásil se vší jistotou, že do 70 hodin bude v Praze a okolí padat sníh. Sníh ovšem nenapadl. Jak se ale ukázalo, původní předpověď byla správná, jen byla nesprávně otištěna. Po třech dnech, kdy nebylo po sněhu ani památky, přišel pan Fiala do redakce znovu a vytkl novinářům, že vynechali podstatnou část. Správné znění totiž mělo být: „Prorok povětrnosti Fiala předpovídá, že nejdéle v 72 hodinách bude padat sníh — dá-li to pán bůh.“ Jak jim vysvětlil, proroctví nelze jen tak sypat z rukávu a správný křesťan má vždy myslet na Boha. Kdyby bývali uvedli zprávu úplně, nedošlo by k chybě.
V některých prognózách měl pravdu. Například v březnu 1886, kdy ho nikdo nebral vážně, přiznala Národní politika, že několik dní předtím předpověděl pan Fiala, že nasněží (což se skutečně stalo). Jednou se ho také prý u Fleků zeptali Luděk Marold a Bohdan Kaminský, zda bude zítra pěkné počasí, protože chtěli jet na výlet. Fiala jim odpověděl: „Zítra pánové směle na výlet a bez deštníku. A když to nebude pravda, tak ať se propadnu do země.“ (Propadnout se nemusel, počasí se výletníkům vydařilo a po návratu mu přinesli nejen peníze, ale i několik pěkných hřibů.)
Na podzim 1885 odjel Fiala za Prahu a dal se tam do hovoru s jedním rolníkem. Ten mu řekl, že v Praze žije slavný pan Fiala, který se zabývá jen prorokováním počasí, vždycky ho uhodne a je velkým boháčem. Fiala, který mezitím získal sebevědomí, mu suverénně odpověděl: „Můžete říci, že jste mluvil s prorokem Fialou“.
Počátkem roku 1886 vylíčil Fialu Ignát Herrmann v prvním čísle V. ročníku časopisu Švanda dudák. Fiala na článek zareagoval inzerátem v Národních listech. Ze všeho nejvíc si stěžoval na ilustrační obrázek, protože chodí v jiném kabátě, než jaký ho malíř nakreslil. Jinak ale s textem souhlasil a děkoval za zaslané číslo. (Fialova humorná charakteristika vyšla i knižně, jako první kapitola knihy Bodří Pražané z roku 1893.)
S Ignátem Herrmannem se setkali ještě roku 1891. Fiala přišel za Herrmannem, aby ho požádal o pomoc. Stěžoval si, že psaní lístků s předpověďmi je pomalé a počasí se někdy změní ještě dřív, než je stačí dokončit. Měl by proto zájem o jejich tisk a nabídl Herrmannovi účast na společném podniku. Také by se rád dostal výš do oblak (Petřínská rozhledna pro něj byla nízká a drahá, rád by letěl balónem). Herrmannovi ještě nechal na lístku předpověď na nejbližší dny („††† Stálé, pěkné počasí. Místama proměnlivé. Místama slunečno, místama pod mrakem. Místama přeháňky. A. Fiala, p. p. p.“) a ten vše satiricky okomentoval ve fejetonu.
V roce 1890 popsal Karel Ladislav Kukla jednu z jeho neúspěšných sázek do loterie.
V červnu 1893 se stal „zcela spravedlivě“ miliontým návštěvníkem Prvního českého šantánu. Jeho ředitel Leopold František Šmíd mu slavnostně poděkoval, že pro tu příležitost zajistil tak pěkné počasí, a Fiala byl přitom podle některých svědků dojatý až k slzám.
Roku 1894 vyšla jeho vlastním nákladem brožura Král počasí a proslulý vědátor přírody XIX. století (Antonín Fiala) : pravidla a pokyny pro všechny přátele pěkného počasí, zvláště pro hospodáře, zahradníky, zahradní šenkýře, turisty, výletníky, cestující atd. dle nichž možno na základě výsledků dlouholetého pozorování a zkoumání povětrnosti proslulého astronoma a proroka Ant. Fialy s jistotou se říditi. Obsahuje Fialův životopis a několik článků od něj i o něm, s osobitým (nechtěným?) humorem. Digitalizována byla v čísle 12/2013 internetového časopisu Dobrá adresa, str. 69-97.
V 80. a 90. letech 19. století byl Fiala tak známý, že novináři jeho jméno občas používali jako (humorný) příklad člověka, který dokáže odpovědět na každou otázku a vyřešit každý problém, včetně politických. Například v kresleném vtipu ze 30. června 1893 se premiér Eduard Taaffe ptá Fialy, jestli budou koncem roku v Čechách bouře (myšleno národnostní). V básničce z ledna 1888 je zase jediným, kdo předpoví, zda bude nebo nebude válka.
V roce 1904 začala vídeňská vláda publikovat oficiální předpověď počasí. Fejeton v Národních listech to komentoval slovy, že proroku Fialovi vyrostla nová konkurence.
Roku 1905 byl zadržen, když se pokusil projít vojenským kordonem u Karlova náměstí. Stráž, která neuměla dobře česky, u něj našla lístky se slovem „bouře“ a pojala podezření, zda nejde o provokatéra. Po zásahu pražského strážníka se ale vše vysvětlilo a Fiala byl i se svými proroctvími propuštěn.
Vzpomínky na svérázného meteorologa trvaly dlouho po jeho smrti. Například v roce 1931 využila jeho jméno Česká uhelná spol. s r. o. v reklamě na uhelnou směs „Vesuv“ („Pan Fiala, první pražský prorok povětrnosti, už nám neřekne, bude-li tuhá zima. Ale ať si bude! My máme VESUV od České uhelné.“) Roku 1936 ho v krátkém článku připomněl novinář Jaroslav Beneš. Pak už zřejmě, s ubývajícími řadami pamětníků, upadl do zapomnění. S jeho jménem se nyní setkáme jen výjimečně. Po roce 2000 ho zmínil například spisovatel Václav Cibula, autor pražských pověstí, jako jednoho z lidí, které by rád potkal, kdyby se mohl přenést do Prahy 19. století.